# Étamage
L'étamage est une opération de traitement de surface qui consiste à appliquer une couche d'étain sur une pièce métallique.

## Histoire
L'étamage est une pratique très ancienne qui remonte à l'âge du fer, l'étain formant une couche protectrice sur les objets en fer. Il semblerait que les Gaulois Bituriges, réputés pour leur travail des métaux, aient développé l'étamage pour donner un aspect argenté aux objets.
En miroiterie, l'étamage consiste à couvrir d'une feuille d'étain ou de tain, préparée et dissoute en partie, la surface du dessous ou l'arrière d'une glace ou d'un miroir pour qu'ils réfléchissent parfaitement les objets. Cet art ancien est maîtrisé en France à partir du XVIIe siècle. Les glaces, d'abord fabriquées à Venise, sont ensuite produites en France à la manufacture des Glaces créée par Colbert en 1665.

## Méthodes de déposition
Le revêtement d'étain peut être déposé selon différentes techniques :
- par électrolyse
- par un dépôt chimique
- par immersion de la pièce dans un bain d'étain en fusion suivi d'une centrifugation, d'un essuyage ou d'un égouttage
- par surfusion (dépôt par électrolyse suivi d'une immersion dans une huile à très haute température)
- à la main avec une étoupe

L'épaisseur du revêtement déposé dépend de la technique utilisée : jusqu'à 2 µm pour le dépôt chimique, 5 à 8 µm par immersion centrifugée, 20-30 µm pour l'électrolyse et environ 50 µm pour l'immersion sans centrifugation.

## Domaines d'application
Dans l'industrie, l'étamage est principalement utilisé dans le domaine électrique et électronique car il permet d'assurer une protection contre la corrosion de la pièce (notamment en cuivre), d'offrir une bonne conductivilité électrique et d'améliorer la soudabilité de la pièce.

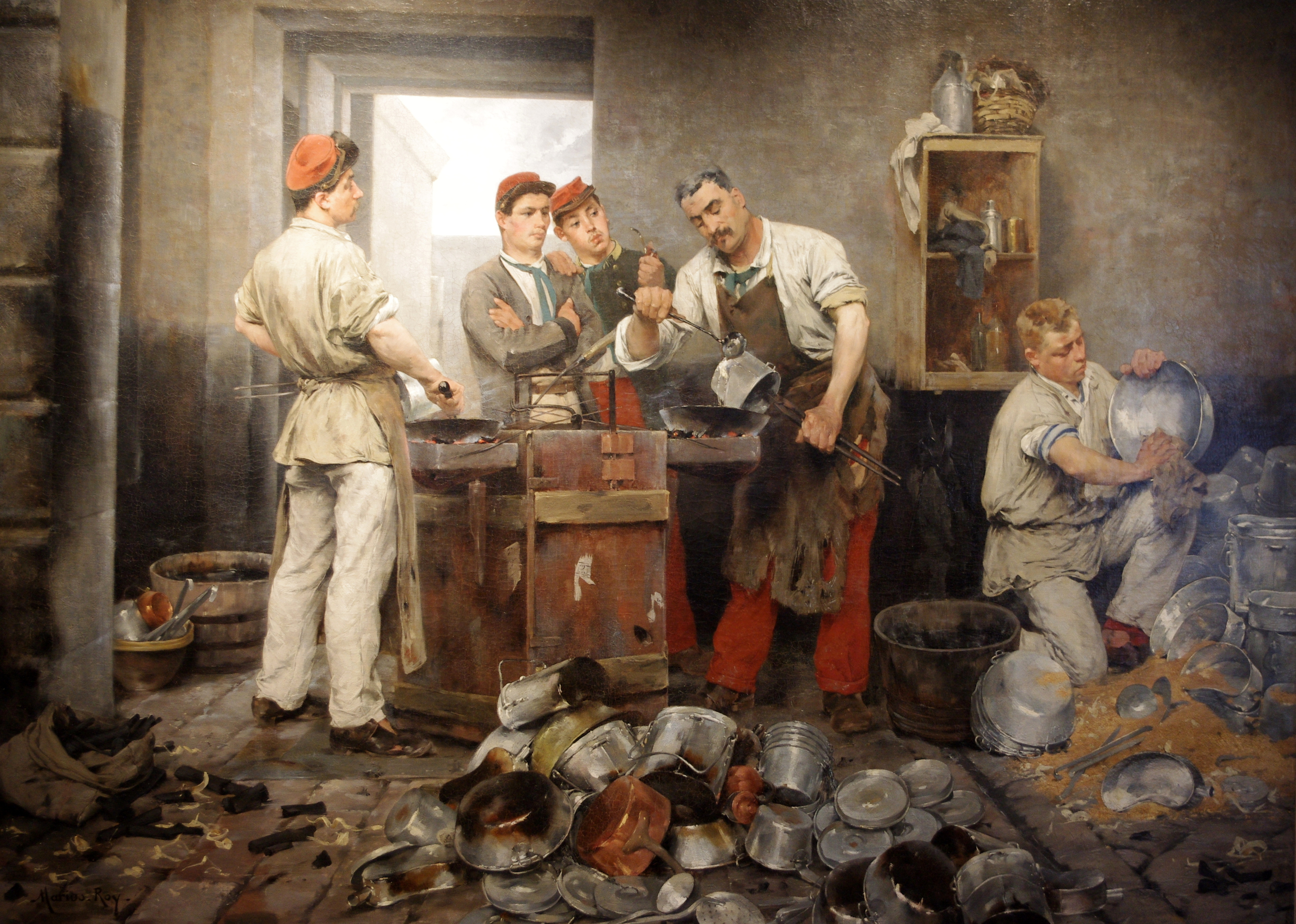
Le Rétamage - tableau de la fin du XIXe siècle par Marius Roy

Dans le domaine alimentaire, divers ustensiles, comme les casseroles en cuivre, sont étamés afin d'éviter le contact direct des aliments avec le cuivre et éradiquer l'oxydation du cuivre à l'intérieur de la pièce. Comme le dépôt d'étain finit par s'user avec le temps, on peut alors les confier à un étameur afin de remettre un nouveau dépôt.
En construction automobile on étame les irrégularités d'une coque en acier ou en alu à l'aide d'un chalumeau et d'un décapant.

## Le fer-blanc
Le fer-blanc est un matériau constitué d'une tôle d'acier mince ayant subi un étamage. Il  est utilisé pour la fabrication de nombreux emballages légers tels les boîtes de conserve, des canettes à boisson, des boîtiers aérosols, des boîtes de peinture, des boîtes décoratives, des bouchons couronne et capsules, etc. La production mondiale de fer blanc atteint 16,5 millions de tonnes en 2004.

## Différents types de revêtement
Il existe des variantes au dépôt d'étain pur, notamment des alliages d'étain/plomb. Ces derniers, non utilisés pour les emballages destinés aux conserves alimentaires, possèdent la caractéristique d'avoir un point de fusion qui est plus bas que celui de l'étain pur et du plomb pur (respectivement 505 K et 601 K). Le point eutectique est obtenu pour un alliage composé de 63 % d'étain et 37 % de plomb. Le point de fusion de cet alliage descend alors à 456 K, facilitant ainsi le dépôt par immersion ou la soudabilité.

## Électronique
L'étamage sert à protéger les conducteurs en cuivre et à faciliter la brasure des composants.
L'étain pur (sans plomb) peut former des barbes (traduit du terme anglais « whiskers ») c'est-à-dire des filaments micrométriques susceptibles de provoquer des courts-circuits. Le processus de formation des « whiskers », qui dure plusieurs mois, est mal compris (il semble que l'intensité du champ magnétique puisse y jouer un rôle). Des remèdes existent (par ajouts de traces d'autres métaux au moment du dépôt de la couche d'étain)[réf. souhaitée].

## Toxicologie
- Contact alimentaire avec l'eau : il est en France soumis à un arrêté (29 mai 1997 modifié) sur lequel l'Anses a produit un avis[2] en 2011.